# Мокрая Чеварда
Мокрая Чеварда — река в России, протекает в Лукояновском районе Нижегородской области. Устье реки находится в 240 км по левому берегу реки Алатырь. Длина реки составляет 17 км, площадь водосборного бассейна 116 км². В 2 км от устья принимает слева реку Сухая Чеварда.
Исток реки южнее села Салдаманов Майдан в 16 км к юго-западу от города Лукоянов. Исток находится на водоразделе Суры и Оки, севернее села Салдаманов Майдан берёт начало Патерга. Река течёт на юг, протекает село Новый Майдан, ниже течёт по ненаселённому лесному массиву (Разинское лесничество). Впадает в Алатырь напротив села Санки в 5 км к юго-западу от посёлка Степана Разина.

## Данные водного реестра
По данным государственного водного реестра России относится к Верхневолжскому бассейновому округу, водохозяйственный участок реки — Алатырь от истока и до устья, речной подбассейн реки — Сура. Речной бассейн реки — (Верхняя) Волга до Куйбышевского водохранилища (без бассейна Оки).
По данным геоинформационной системы водохозяйственного районирования территории РФ, подготовленной Федеральным агентством водных ресурсов:
- Код водного объекта в государственном водном реестре — 08010500212110000037836
- Код по гидрологической изученности (ГИ) — 110003783
- Код бассейна — 08.01.05.002
- Номер тома по ГИ — 10
- Выпуск по ГИ — 0